# 范高廉
范高廉（前稱，1963年8月22日—），加拿大政治人物，1991年至2004年間以卑詩自由黨黨員身份擔任卑詩省議會議員，先後代表蘭里堡—奧爾德格羅夫選區（1991年-1996年）、溫哥華小山選區（1996年-2001年）和溫哥華麗景選區（2001年-2004年），並曾於自由黨執政期間在省長金寶爾內閣中擔任財政廳長。他後從2004年-2006年任職國龍航空行政總裁。

## 生平
范高廉生於薩克其萬省穆斯喬，父母為傑克和凱·科林斯。他遷居卑詩省後修讀菲沙河谷學院的航空文憑課程，畢業後於該校任職飛行教練。他亦曾於西門菲沙大學修讀經濟和政治學。
他於1991年省選代表卑詩自由黨競逐蘭里堡—奧爾德格羅夫選區議席，以2636票之差當選，首度晉身省議會。1996年省選他轉戰溫哥華小山選區，以50.3%得票連任省議員。自由黨在野期間，他出任省議會官方反對黨首席議員，並曾任勞工、投資和財政等範疇的官方反對黨評議員。
溫哥華小山選區於2001年省選前解散重組，范高廉於新設的溫哥華麗景選區以7813票之差連任省議員。自由黨贏取該屆省選後上台執政，范高廉獲省長金寶爾任命為財政廳長，並出任省議會執政黨首席議員。他於2002年發表任內首份財政預算案，當中上調省銷售稅率半個百分點至7.5%，並增加煙草稅和醫保費，預料卑詩省在該財政年度錄得44億元赤字。2004年他則發表自由黨省政府首份平衡預算。
2004年12月，他宣布即時辭去財政廳長和省議員職務，並改任國龍航空行政總裁。他於2006年12月辭去該職，而國龍航空則於數個月後結業。他後於貝爾科普工業（Belkorp Industries）任職副總裁，2012年8月則改任海岸隱形眼鏡總裁。

## 個人生活
他初涉政壇時名為，2001年省選的選票亦印有該名。然而他與前妻離婚後停用她的姓氏，並以其原名於同年宣誓就任第37屆省議會議員。他其後與加拿大新聞社記者溫蒂·科克斯（Wendy Cox）結婚，兩人育有一子一女。

## 外部連結
- （英文）卑詩省議會網站 范高廉議員簡介 （页面存档备份，存于）